# Orko
Orko je izmišljeni lik iz Mattelove franšize Gospodari svemira, pokrenute početkom 1980-ih godina. Nije isprva postojao kao lik u Mattelovoj kreaciji fiktivnog svijeta za potrebe izrade akcijskih figura. Njegov lik osmislio je animacijski studio Filmation kako bi omogućio komične pauze u radnji epizoda animirane serije He-Man i Gospodari svemira (1983. – 1985.). Zbog narasle popularnosti animiranog serijala, ali i samog lika, Mattel je odlučio uvrstiti i Orka u kolekciju akcijskih figurica i otada je neizostavan dio franšize.
U radnoj inačici scenarija za animirani film, Orko je nosio ime Gorpo, koje se i danas koristi u brazilskom portugalskom jeziku, ali je to ime promijenjeno u Orko za potrebe izrade animiranog serijala, zbog mogućih implikacija na tehnološku izvedbu animiranih skica i sličica.

## Povijest lika
Orko je maleni čarobnjak koji lebdi u zraku. Podrijetlom je iz druge dimenzije, s planete Trole, gdje je bio veliki čarobnjak. Slučajno se zatekao na Eterniji koja ne pogoduje njegovim moćima te koristi svoje magične moći uz izrazite teškoće, što stvara komične i nepredviđene situacije. Orko je dvorski čarobnjak na dvoru kralja Randora i kraljice Marlene. Blizak je prijatelj princa Adama i njegovog mačka Straška. Zajedno s Man-At-Armsom i Čarobnicom čuva skriveni identitet He-Mana.
Orkov izgled je skriven, prema običajima Trole, kapuljačom, šalom i odjećom i jedini dijelovi tijela koji su mu vidljivi su uši, oči i ruke. Pripadnik je Herojskih ratnika i premda je malen i njegove čarolije su najčešće neuspješne ili polovično uspješne, važan je član branitelja Eternije.

## Originalni mini stripoviGospodari svemira
Orko se, zbog činjenice da uopće nije osmišljen od strane Mattela, pojavljuje veoma kasno u mini stripovima koji su izdavani zajedno s originalnim akcijskim figurama iz 1980-ih. Njegovo prvo pojavljivanje u mini stripu dogodilo se 1984. godine u priči pod naslovom Mantenna and the Menace of the Evil Horde. U toj priči se javlja kao maleni leteći čarobnjak na dvoru kralja Randora, koji je upoznati s činjenicom da je princ Adam zapravo He-Man. Budući da je princ Adam zaboravio ponijeti svoj Mač Moći bez kojeg se ne može preobraziti u He-Mana, Orko mu odluči pomoći i donijeti mu mač. Orko nalazi princa Adama zarobljenog u Hordakovoj Zoni straha te mu predaje mač i na kraju dobiva zasluge za svoj hrabri čin.

## Televizijska adaptacija lika

### He-Man i Gospodari svemira (1983. – 1985.)
Orko je čarobnjak s planeta Trole u drugoj dimenziji koji se slučajno našao na Eterniji za vrijeme svemirske oluje koja ga je odbacila u drugu dimenziju. Našao se u močvari u kojoj je spasio malenog princa Adama i njegova tigrića, Straška, ali je u procesu izgubio svoj čarobni medaljon koji mu je povećavao moći. Kralj Randor ga je zbog zahvalnosti za spašavanje njegova sina imenovao dvorskom ludom na dvoru u kraljevskoj palači Eternosa. Orko je upoznat s činjenicom da su princ Adam i He-Man jedna osoba, ali nije otkriveno kako je to doznao. Često je u konfliktu s Man-At-Armsom, koje je svako malo meta njegovih neuspješnih čarolija.

### He-Man i She-Ra: Božićno izdanje (1985.)
Orko je u božićnom specijalu He-Man i She-Ra: Božićno izdanje (1985.), pokrenuo lanac događanja kada je ušao u Man-At-Armsovu letjelicu i završio na planetu Zemlji odakle je slučajno doveo dvoje male djece, Alishu i Manuela, na Eterniju. Hordak otima djecu i Orka, ali ih preotimaju Monstroidi u želji da se sami nagode s Hordeom Primeom. Strojevi oslobađaju djecu i Orka, ali priliku iskorištava Skeletor koji otima djecu kako bi ih sam odveo k Horde Primeu i dobio od njega nagradu.
Naposljetku, He-Man, She-Ra i Orko sustižu Skeletora s djecom te se obračunavaju sa Zlom Hordom, oslobađaju djecu i nakon proslave ih vraćaju natrag na Zemlju.

### He-Man i Gospodari svemira (2002. – 2004.)
Orkov lik i priča su tek neznatno izmijenjeni u animiranom serijalu He-Man i Gospodari svemira iz 2002. godine. I dalje je njegovo lice sakriveno visokim šeširom i plaštom, a jedini dodatak je medaljon oko vrata. Također, u ovoj adaptaciji je Orko nešto viši, nego u originalnoj animiranoj seriji iz 1980-ih. U ovoj adaptaciji priče, Orko je dolaskom na Eterniju izgubio svoj čarobni štapić koji je kanalizirao njegove magične moći i to je uzrok zbog čega je često neuspješan u izvedbi čarolija. Također, prikazano je da su Orko i Straško (Cringer) slijedili princa Adama u dvorac Siva Lubanja i tako su doznali da je Adam dobio Mač Moći od Čarobnice kojim se preobražava u junaka He-Mana.
Orko i Straško su i dalje prikazani kao prijatelji, a zadržano je i prijateljstvo Orka s princem Adamom te napet odnos Orka i Man-At-Armsa, koji Orka doživljava kao nepouzdanog i nespremnog za važnije odgovornosti.

### Gospodari svemira: Otkriće (2021.)
U Netflixovoj animiranoj adaptaciji Mattelove franšize, pod nazivom Gospodari svemira: Otkriće (2021.), Orko je i dalje dvorski čarobnjak i komedijaš kakvim je prikazan još u originalnoj seriji. Budući da je Netflixova serija nastavak i svojvrstna posveta originalnoj animiranoj seriji iz 1980-ih, Orko je u prvim epizodama prikazan prilično nalik svojoj originalnoj verziji. U kasnijem slijedu događaja, Orko gubi svoje magične moći, kada eksplodira Kristalna sfera sakrvena u dubinama dvorca Sive Lubanje, koja je bila izvor cjelokupne magične moći Eternije. Onemoćao i slab, Orko se ipak pridružuje Teeli, Man-At-Armsu, Andri i Robotu koji odlaze u Preterniju, kako bi ponovno iskovali Mač Moći koji se rascijepao na dva dijela.
Orko se, u podzemnom svijetu, sukobljava sa strašnim Scare Glowom i stradava. Međutim, u drugom dijelu prve sezone Orko se vraća iz podzemnog svijeta pomoći princu Adamu i Herojskim ratnicima i u novoj inkarnaciji dobija ponešto drugačiji izgled, koji se dotiče njegove odjeće, a ističe se dugi šal kojeg koristi kao oruđe i oružje.

### He-Man i Gospodari svemira (2021.)
U Netflixovoj adaptaciji namijenjenoj mlađim uzrastima, He-Man i Gospodari svemira, Orko je zapravo robot pod imenom Ork-0, koji se "budi" iz dugotrajne neaktivnosti s vjerovanjem da je doista pravi Orko. Kasnije shvaća da je Orko Veliki zapravo mrtav i da su u njega usađena sjećanja pravog Orka. Žalostan je zbog toga što nije više veliki čarobnjak, ali s vremenom doznaje da ipak ima neke moći.

## Sposobnosti, oružje i moći
Orko je u većini verzija priče izgubio svoj čarobni medaljon ili čarobni štapić koji su mu povećavali i usmjeravali moći, tako da ne posjeduje bilo kakvo oružje. Međutim, raspolaže s izvjesnom razinom čarobnih moći koje mu davaju mogućnost pomoći nekome drugome ili sebi i omesti tuđe napade i preokrenuti smjer događaja.
Budući da je malen i može lebdjeti u zraku, ne treba mu nužno neko prijevozno sredstvo, iako ga ponekad koristi, a svoje sposobnosti letenja i sitne građe koristi kako bi se neometan uvukao među neprijatelje i neopaženo ih prošao.

## Vanjske poveznice
- Orko - he-man.fandom.com (engl.)